# Robin Warren
John Robin Warren (ur. 11 czerwca 1937 w Adelaide, zm. 23 lipca 2024 w Perth) – australijski lekarz i naukowiec.

## Życiorys
W 1961 ukończył studia na Uniwersytecie Adelaide, a później do 1968 odbywał staż w Królewskim Szpitalu w Melbourne. W 1968 podjął pracę na Uniwersytecie Australii Zachodniej w Perth, gdzie następnie był zatrudniony na stanowisku profesora. W 1979 odkrył bakterie Helicobacter pylori. W 2005 wraz z Barrym Marshallem otrzymał Nagrodę Nobla w dziedzinie fizjologii lub medycyny za udowodnienie tego, że bakterie Helicobacter pylori są odpowiedzialne za stany zapalne żołądka oraz chorobę wrzodową żołądka i dwunastnicy. Odkrycie to pozwoliło na skuteczne leczenie tych schorzeń za pomocą antybiotyków.
W 2005 jego imieniem nazwano planetoidę 254863 Robinwarren. W 2007 został odznaczony Orderem Australii (II klasy – AC). W 2017 jego imieniem nazwano bibliotekę medyczną Uniwersytetu Australii Zachodniej.
Zmarł w Perth 23 lipca 2024.